# Tera-Ga’anda jezici
Tera-Ga’anda jezici, čadski jezici (biu-mandarska skupina A.1) afrazijske porodice. Obuhvaća (5) jezika podijeljenih na dvije podskupine raširene po Nigeriji, to su:
a. Istočni (3): boga, ga'anda, hwana,
b. Zapadni (2): jara, tera,

## Vanjske poveznice
- Ethnologue (14th)
- Ethnologue (15th)